# Тадеуш Плоський
Тадеуш Стефан Плоський (пол. Tadeusz Stefan Płoski; 9 березня 1956—10 квітня 2010) — польський католицький польовий єпископ, вчений та генерал дивізії.

## Біографія
Народився в місті Лідзбарк-Вармінський. З 1983 по 1986 рр. вивчав канонічне право в Католицькому університеті в Любліні. У 1993 році духовною академією у Варшаві йому був присуджений докторський ступінь. 2007 року отримав докторський ступінь кандидата юридичних наук. З 2004 року Тадеуш Плоський був головою військового ординаріату Війська Польського. У 2006 році йому було присуджено генерала дивізії.
Загинув у складі делегації польського уряду на чолі з президентом Польщі Лехом Качинським, 10 квітня 2010 року у авіакатастрофі під Смоленськом.